# Passiflora bahiensis
Passiflora bahiensis là một loài thực vật có hoa trong họ Lạc tiên. Loài này được Klotzsch mô tả khoa học đầu tiên năm 1840.